# Friedrich Wilhelm Waffenschmidt
Friedrich „Fritz“ Wilhelm Waffenschmidt (* 3. März 1925 in Brühl-Pingsdorf; † 26. März 2017 in Bensberg) war ein deutscher Unternehmer und Gründer der Unternehmen Saturn und „Hansa-Foto“.

## Werdegang
Zwischen 1946 und 1948 besuchte er die Ingenieurschule in Köln. Im Juli 1949 heiratete er Anni Kühl (* 29. Juni 1924 in Berzdorf; † 27. Juli 2017 in Bergisch Gladbach-Bensberg), die er in der Tanzschule kennengelernt hatte. Zu jener Zeit war Waffenschmidt im elterlichen Elektrohandel beschäftigt, den er im Oktober 1950 verließ. Er wechselte zum Bonner Unternehmen Kleine-Erfkamp & Co., einem der führenden Elektro-Großhändler in Westdeutschland. Im Oktober 1955 gründete er die Kölner Filiale der noch größeren Elektrofirma Stratmann (Hagen), die nach kurzer Zeit umsatzstärker als die Hagener Zentrale wurde. Am 21. März 1959 besuchte Waffenschmidt den selbst ernannten „größten Schallplattenhändler der Welt“, Sam Goody in New York City. Die hier gewonnenen Eindrücke bestärkten seine Auffassung, dass zumindest im Tonträgermarkt der Großhandel keine Zukunft mehr habe. Die Größe des Einzelhandels musste so dimensioniert werden, dass ein Großhandel obsolet würde.

## Unternehmertätigkeit
Das von ihm im Juli 1961 in Köln gegründete Unternehmen Saturn Electro-Handels GmbH & Co. KG belieferte bis 1966 diplomatische Vertretungen in aller Welt. Bereits am 24. Oktober 1969 wurden bei Saturn die größten HiFi-Studios Europas für das breite Publikum geöffnet. Der Verkauf zu „garantierten Tiefpreisen“ wurde durch ein Urteil des Bundesgerichtshofs ermöglicht, der am 30. Juni 1966 entschieden hatte, dass die vertikale Preisbindung von Schallplatten unzulässig sei. Damit war der Weg frei für die individuelle Preiskalkulation des Einzelhandels. Es begann ein intensiver Preiswettbewerb, der sich über den Kölner Raum hinaus auf weitere Regionen ausdehnte  und zu Preissenkungen im Einzelhandel führte. Im November 1972 wurde die Schallplattenabteilung bei Saturn mit Discountpreisen eröffnet. Aufgrund der niedrigen Preise, die die für Schallplatten geltenden „unverbindlichen Richtpreise“ unterboten, vermuteten viele traditionelle Wettbewerber, dass Waffenschmidt bald insolvent werden würde. Aber bereits ein Jahr später war Waffenschmidts Unternehmen der umsatzstärkste Schallplattenhändler Deutschlands, der die bei Großbestellungen von Tonträgern anfallenden Mengenrabatte an seine Kundschaft weitergab.
Diese Pionierrolle Waffenschmidts wurde durch geschickte Diversifizierung auf zahlreiche andere Geschäftsfelder erweitert, etwa den Handel mit Radios, Fernseh- oder Elektrogeräten. Anfang der 80er Jahre warb er in den fünf Bereichen Schallplatte, HiFi/Stereophonie, Autoradio, Video/Videokameras und Foto mit dem Slogan „Die größte Schau der Welt“. Das Unternehmen trat ab Mai 1978 zudem als Sponsor des erfolgreichen Basketballvereins BSC Saturn Köln auf.
Besonders spektakulär war Waffenschmidts Kampf gegen die Preisbindung in der Foto-Branche. Im Februar 1963 gründete er die Firma Ultra Foto, die überwiegend von japanischen Herstellern beliefert wurde und deshalb weitgehend nicht der Preisbindung unterlag. Als er im November 1968 mit einer Werbestrategie das Unternehmen Hansa-Foto gründete, berichteten Presse, Rundfunk und Fernsehen wochenlang über seine Kampagne mit dem Slogan: „Wir machen Schluss mit der nicht funktionierenden Preisbindung in der Fotobranche - das Maß der allgemeinen Unterschreitung ist erheblich.“ Im Dezember 1968 trennte sich Waffenschmidt vom Teilhaber Stratmann. Am 2. November 1972 kam es zur Eröffnung der Schallplattenabteilung direkt gegenüber dem Hansagymnasium am Kölner Hansaring, durch die Waffenschmidts Unternehmen bekannt wurde. Schallplatten und spätere Tonträgerentwicklungen waren längst zu einem Massenprodukt avanciert, dem die Raumkapazitäten nicht mehr standhielten. Bereits 1973 hatte sich Saturn zum größten deutschen Schallplattenhändler entwickelt.
Im November 1977 zogen deshalb Waffenschmidts Unternehmen in das bekannte Hansahochhaus am Kölner Hansaring mit einer Verkaufsfläche von zunächst 1.500 m², später auf 3.000 m² verdoppelt. Immer wieder gelang es ihm, mit Werbesprüchen und PR-Gags, mit einer Strategie der permanenten Spitzenposition (Verkaufsfläche, Sortiment, Tiefpreise) und einer Geschäftspolitik der Superlative die Medienöffentlichkeit zu gewinnen. Viele Manager und Geschäftsführer anderer Handelsunternehmen kamen nach Köln, um Waffenschmidts Konzepte und Strategien vor Ort zu studieren. Über fünf Millionen Kunden kauften jährlich bei Saturn und Hansa-Foto ein. Die Unternehmensgruppe hatte inzwischen die Umsätze in beinahe jährlichem Rhythmus verdoppelt.

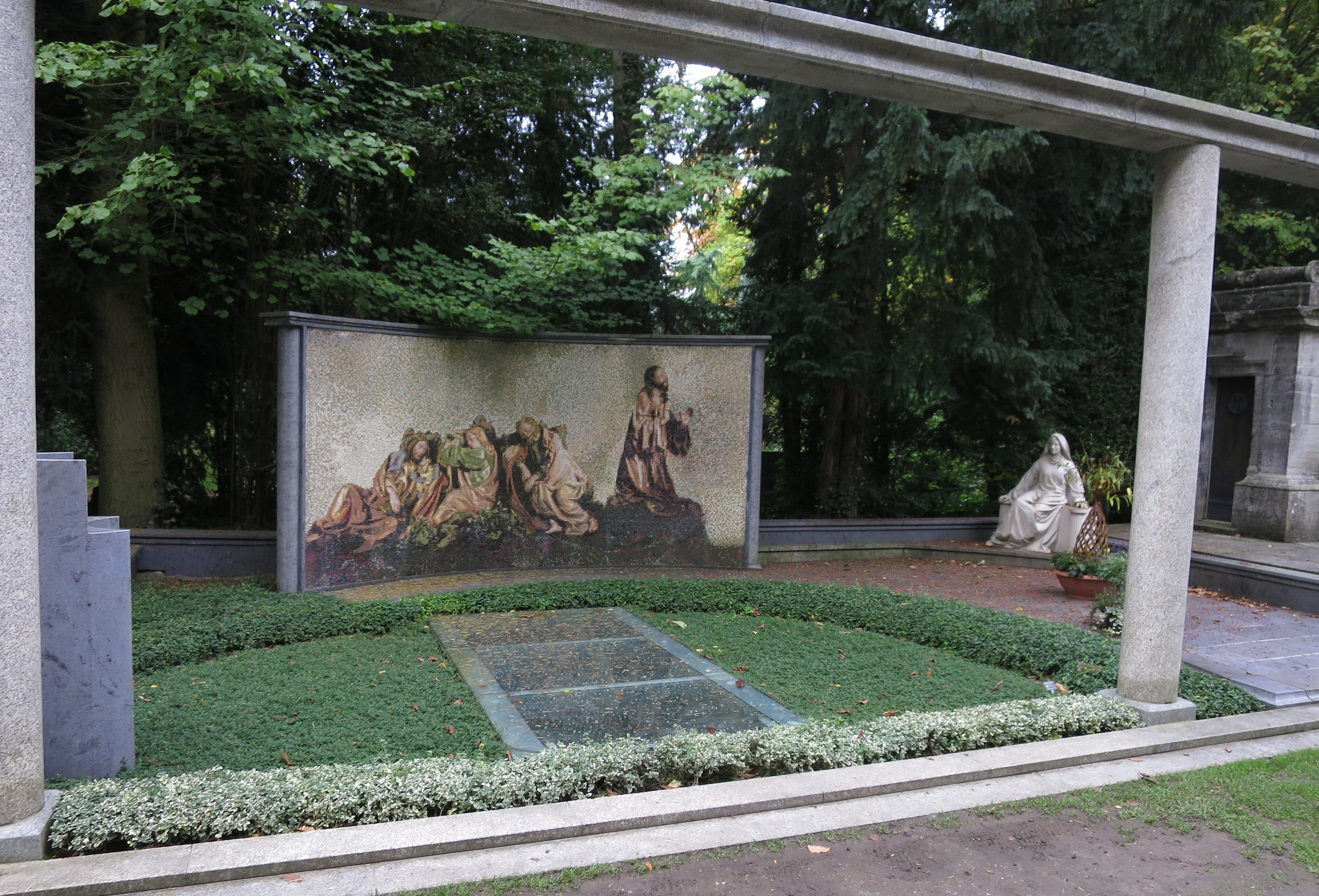
Familiengruft Waffenschmidt im Melaten-Friedhof – die Figur rechts stellt Anni Waffenschmidt dar.

## Weitere Entwicklung
Am 31. März 1984, auf ihrem geschäftlichen Höhepunkt, verkauften Fritz Waffenschmidt und seine Frau Anni ihre Unternehmen an die Tertia GmbH, an welcher der Kaufhof und einige führende Versicherungsunternehmen beteiligt waren. Bis Dezember 1985 blieben die Waffenschmidts Geschäftsführer der Holding und übergaben dann ihre Funktion an die Vertreter der neuen Gesellschafter. Im Januar 1986 setzte sich das Ehepaar Waffenschmidt in Florida zur Ruhe, kam aber häufig während der Sommerzeit nach Köln und kehrte 2006 endgültig dorthin zurück; Fritz Waffenschmidt erlitt 2008 einen Herzanfall, verstarb nach langer schwerer Krankheit im März 2017 und wurde auf dem Kölner Melaten-Friedhof beerdigt. Bereits vier Monate später starb auch seine Frau Anni im Alter von 93 Jahren und wurde in der gemeinsamen Familiengruft (Flur 67 an MA) beigesetzt.